# Дуленкур Сокур
Дуленкур Сокур (фр. Doulaincourt-Saucourt) насеље је и општина у североисточној Француској у региону Шампањ-Арден, у департману Горња Марна која припада префектури Сен Дизје.
По подацима из 2011. године у општини је живело 919 становника, а густина насељености је износила 20,95 становника/km². Општина се простире на површини од 43,86 km². Налази се на средњој надморској висини од 220 метара.

## Демографија
| 1962. | 1968. | 1975. | 1982. | 1990. | 1999. | 2011. |
| ----- | ----- | ----- | ----- | ----- | ----- | ----- |
| 1.152 | 1.187 | 1.242 | 1.218 | 1.135 | 1.003 | 919   |

График промене броја становника у току последњих година